# Esporte Clube Águia Negra
L'Esporte Clube Águia Negra és un club de futbol brasiler de la ciutat de Rio Brilhante a l'estat de Mato Grosso do Sul.

## Història
El club va ser fundat el 30 de maig de 1971. El 2001 guanyà el seu primer títol, el Campeonato Sul-Matogrossense de segona divisió, derrotant el Coxim a la final. El 2007 fou campió estatal de Primera Divisió derrotant el CENE a la final. Tornà a guanyar el campionat estatal el 2012.

## Palmarès
- Campionat sul-matogrossense:
  - 2007, 2012

- Campionat sul-matogrossense de Segona Divisió:
  - 2001

## Estadi
L'Águia Negra disputa els seus partits a l'Estadi Ninho da Águia, inaugurat el 2007, amb capacitat per a 3.000 persones.